# Michael Maltese
Michael Maltese, detto Mike (New York, 6 febbraio 1908 – Los Angeles, 22 febbraio 1981), è stato uno sceneggiatore statunitense.

## Biografia
Di discendenza italiana, il padre Paolo era originario di Chiaromonte (PZ), Maltese nacque a New York il 6 febbraio 1908. Nel 1941 fu assunto dalla Leon Schlesinger Productions, che tre anni più tardi diventò la Warner Bros. Cartoons (era già apparso come attore nel corto del 1940 Dovresti fare del cinema). Il primo corto che sceneggiò fu The Haunted Mouse di Tex Avery. Fino al 1945 al 1948 lavorò a cortometraggi animati soprattutto per il regista Friz Freleng, a questo proposito sono degni di nota Il coniglio che venne per cena, La lepre sfacciata, La lepre pistolera (dove Yosemite Sam fa la sua prima apparizione) e L'imbattibile coniglio. In seguito cominciò una lunga e redditizia collaborazione con il regista Chuck Jones, lavorando a volte con altri registi (tra cui Robert McKimson). Maltese e Jones collaborarono a cortometraggi come i vincitori dell'Oscar Così tanto per così poco e Per motivi sentimentali. Maltese doppiò anche il personaggio caricatura di Lou Costello in Coniglio hawaiano.
Alcuni dei suoi lavori più famosi per Jones sono Che fine ha fatto, povero piccolo?, Il coniglio di Siviglia, Stagione di caccia, Un micio per amico, Beep, Beep,  Caccia al coniglio, Occhio alle pecore, Pennelli, rabbia e fantasia, Attenti al toro, La polvere magica, Dalla A alla Z-Z-Z-Z, Il pieno d'oro e Solo per te io canto (dove Michigan J. Frog fa la sua prima apparizione).
Alcuni dei suoi lavori successivi sono Chiuditi sesamo, Le sventure di Robin Hood, il seminale Cane all'opera e L'eroe del XXIV secolo e mezzo per Jones, e Visita a Hollywood e È arrivato un carico di formaggio per Freleng. Inoltre Maltese collaborò con Jones ai corti degli anni '60 della serie Tom & Jerry per la MGM. Dal 1958 al 1970 lavorò anche per la Hanna-Barbera a serie televisive come Ernesto Sparalesto, Gli Antenati, I pronipoti e Wacky Races.
Maltese scrisse anche sceneggiature per fumetti pubblicati dalla Western Publishing, anche per molti personaggi Warner Bros. e Hanna-Barbera dei quali aveva scritto le gesta animate.
Maltese morì il 22 febbraio 1981 al Good Samaritan Hospital di Los Angeles dopo sei mesi di lotta contro il cancro.
Alla sua storia e quella di suo padre è dedicato un intero capitolo del libro "Tra santi e mandarini ci sta pure uno zebù" del giornalista Angelomauro Calza, 2019, ed.Magister - Matera. Sempre di Angelomauro Calza il libro "Beep Beep Mike (Maltese, il primo Oscar lucano"" Ed. Magister Matera, una biografia del celebre sceneggiatore dalla nascita fino al 22 febbraio 1981. Il libro è stato presentato il giorno della sua uscita, il 4 dicembre 2024, alla Fiera della Piccola e media editoria "Più libri più liberi" alla Nuvola di Fuksas, a Roma.